# کارشناسی ارشد مهندسی
کارشناسی ارشد مهندسی (به انگلیسی: Master of Engineering) (مخفف شده به صورت MEng, M.E. یا M.Eng.) مدرک دانشگاهی کارشناسی ارشد یا تخصصی در رشته مهندسی است.
در آمریکا، مدرک کارشناسی ارشد مهندسی به‌طور کلی یک مدرک حرفه ای است و معمولاً دو ساله است که پس از اتمام دوره کارشناسی ۴ ساله ثبت نام صورت می‌گیرد و بسیاری از دانشگاه‌ها به دانشجویان اجازه می‌دهند بین کارشناسی ارشد مهندسی و کارشناسی ارشد علوم انتخاب کنند.
مدرک کارشناسی ارشد مهندسی در بسیاری از دانشگاه‌های پیشرو در آمریکا به صورت تمام وقت و پاره وقت (آخر هفته یا عصر) ارائه می‌شود. و مدرک نهایی در رشته مهندسی محسوب می‌شود.
برخی از برنامه‌های مدرک کارشناسی ارشد مهندسی علاوه بر دوره‌های آموزشی، به یک پروژه علمی نیز نیاز دارند که به صورت دوره‌های اضافی فراتر از دوره‌های مورد نیاز برای دانشجویان کارشناسی ارشد ارائه می‌شود تا دانشجویان را برای مشاغل حرفه ای بهتر آماده کنند. برخی از دانشگاه‌ها دانشجویان را به شرکت در پروژه‌های مشترک تشویق می‌کنند. این دوره‌ها ممکن است شامل موضوعاتی مانند مبانی کسب و کار، مدیریت و رهبری باشد.